# Powrót Różowej Pantery
Powrót Różowej Pantery (ang. The Return of the Pink Panther) – czwarty z serii filmów Różowa Pantera. W filmie Peter Sellers po raz trzeci wystąpił w roli Inspektora Clouseau.
Film był nominowany do nagrody Złotego Globu w trzech kategoriach.

## Obsada
- Peter Sellers jako inspektor Jacques Clouseau
- Christopher Plummer jako sir Charles Lytton
- Catherine Schell jako lady Claudine Lytton
- Herbert Lom jako inspektor Charles Dreyfus
- Peter Arne jako pułkownik Sharky
- Peter Jeffrey jako generał Wadafi
- Grégoire Aslan jako szef policji Lundallah
- David Lodge jako Mac
- Graham Stark jako Pepi
- Eric Pohlmann jako Gruby
- André Maranne jako sierżant François Chevalier
- Burt Kwouk jako Cato Fong
- Victor Spinetti jako concierge hotelowy
- John Bluthal jako ślepy facet
- Mike Grady jako boy hotelowy
- Peter Jones jako psychiatra

## Produkcja
Zdjęcia plenerowe kręcono na terenie kilku krajów:
- Francji (lotnisko w Nicei);
- Szwajcarii (Palace Hotel w Gstaad);
- Maroka (Casablanca, Marrakesz)[1]

## Nagrody i nominacje
Złote Globy 1975
- Najlepsza komedia lub musical (nominacja)
- Najlepszy aktor w komedii lub musicalu - Peter Sellers (nominacja)
- Najlepsza muzyka - Henry Mancini (nominacja)